# وقار شیرینلی
وقار شیرینلی (انگلیسی: Vugar Shirinli; ۱۴ سپتامبر ۱۹۹۲ –) جودوکار پارالمپیک اهل جمهوری آذربایجان است. وی به عنوان نماینده جودوی آذربایجان در وزن ۶۰ کیلوگرم در بخش مردان در بازی‌های المپیک تابستانی ۲۰۲۰ در توکیو، پایتخت کشور ژاپن حضور یافت و برنده مدال طلا شد.

## ورزش حرفه‌ای
وقار شیرینلی در روز ۱۴ سپتامبر سال ۱۹۹۲ به دنیا آمد. وی در قهرمانی جودو اروپا که در سال ۲۰۱۶ در شهر کازان روسیه برگزار شد، روی تاتامی رفته و مدال برنز کسب کرد. در سال ۲۰۱۷ در وزن ۶۰ کیلوگرم در مسابقات جودوی جایزه بزرگ تاشکند برنده مدال طلا شد.
در سال ۲۰۱۸ به خاطر بروز اختلالات بینایی شروع به ادامه فعالیت‌های ورزشی خود در بخش پاراجودو کرد.

## نشان
بنابر دستور الهام علی‌اف، ریئس جمهور آذربایجان، به تاریخ ۶ سپتامبر سال ۲۰۲۱، به وقار شیرینلی در پاس دست‌آوردهایش در بازی‌های پارالمپیک تابستانی ۲۰۲۰ و خدمتاش به پیشرفت ورزش آذربایجان نشان برای خدمت به میهن درجه یک اهدا شد.